# 崑崙村
23°59′04″N 120°28′49″E / 23.9843372°N 120.4803°E
崑崙村，臺灣彰化縣埔鹽鄉轄下的一村。
村名由來日本領台時期，崙仔腳保正（村長）顏辨之子顏欽土，於戰後第一任，第二任村長期間，因新政府重報地名政策，為感念早期先民祖先從唐山移民，遂將唐山大陸大山名「崑崙」，移作村名，以為紀念源祖，將「崙仔腳村」更名為「崑崙村」，以茲紀念．

## 歷任村長
- 第1,2屆村長：顏欽土
- 第3、4、5屆村長：顏老貨
- 第7、8、9、10、11、12、13屆村長：顏克謀
- 第14屆村長：蔡順恭
- 第15屆村長：顏克謀
- 第16屆村長：顏維寬
- 第17、18屆村長：陳春男
- 第19屆村長：蔡志錦（2016年）